# Ruder-Weltmeisterschaften 1988
Die Ruder-Weltmeisterschaften 1988 wurden auf dem See Idroscalo in Mailand, Italien unter dem Regelwerk des Weltruderverbandes (FISA) ausgetragen. Die 14 olympischen Bootsklassen wurden wegen der olympischen Ruderregatta 1988 in Seoul nicht ausgefahren, so dass lediglich in sieben nichtolympischen Leichtgewichts-Bootsklassen die Ruder-Weltmeister ermittelt wurden. Die Finals fanden am 6. August 1988 statt.

## Ergebnisse
Hier sind die Medaillengewinner aus den A-Finals aufgelistet. Diese waren mit sechs Booten besetzt, die sich über Vor- und Hoffnungsläufe sowie Halbfinals für das Finale qualifizieren mussten. Die Streckenlänge betrug in allen Läufen 2000 Meter.

### Männer
| Bootsklasse                                  | Gold | Gold    | Silber | Silber  | Bronze | Bronze  |
| -------------------------------------------- | --- | ------- | --- | ------- | --- | ------- |
| Leichtgewichts-Einer (LM1x)                  | BR Deutschland Alwin Otten | 7:05,60 | Niederlande Frans Göbel | 7:09,86 | Italien Ruggero Verroca | 7:10,57 |
| Leichtgewichts-Doppelzweier (LM2x)           | Italien Enrico Gandola Francesco Esposito | 6:30,42 | BR Deutschland Hartmut Schäfer Roland Ehrenfels                                                                                             | 6:32,83 | Niederlande Theo Nieuweboer Jan van Bekkum | 6:33,61 |
| Leichtgewichts-Vierer ohne Steuermann (LM4-) | Italien Mauro Torta Dario Longhin Massimo Lana Nerio Gainotti                                                                                                | 6:09,48 | Vereinigtes Königreich Rob Williams Nicholas Howe Richard Metcalf Michael Diserens                                                          | 6:13,31 | BR Deutschland Thomas Palm Erik Ring Gerd Meyer Sebastian Franke                                                                                 | 6:15,98 |
| Leichtgewichts-Achter (LM8+)                 | Italien Alfredo Striani Andrea Re Stefano Spremberg Maurizio Losi Fabrizio Ravasi Enrico Barbaranelli Sabino Bellomo Vittorio Torcellan Luigi Velotti (Stm.) | 5:43,35 | Vereinigte Staaten Jeffrey Pfaendtner Mike Tuchen Luke Nelson John Irvine Tom White Edward Hewitt Tim Howell Tim O’Brien Mike Gorman (Stm.) | 5:45,88 | Dänemark Peter Lund Bo Vestergaard Niels Henriksen Jesper Vedel Flemming Meyer Lars Rasmussen Vagn Nielsen Svend Blitskov Stephen Masters (Stm.) | 5:46,05 |

### Frauen
| Bootsklasse                                  | Gold                                                                 | Gold    | Silber                                                                   | Silber  | Bronze                                                                      | Bronze  |
| -------------------------------------------- | -------------------------------------------------------------------- | ------- | ------------------------------------------------------------------------ | ------- | --------------------------------------------------------------------------- | ------- |
| Leichtgewichts-Einer (LW1x)                  | Vereinigte Staaten Kristine Karlson                                  | 7:45,25 | BR Deutschland Angela Schuster                                           | 7:48,13 | Rumänien Maria Sava                                                         | 7:48,62 |
| Leichtgewichts-Doppelzweier (LW2x)           | Niederlande Laurien Vermulst Ellen Meliesie                          | 7:11,85 | Frankreich Christine Liegeois Aline Peyrat                               | 7:14,87 | Vereinigtes Königreich Gillian Bond Caroline Lucas                          | 7:15,94 |
| Leichtgewichts-Vierer ohne Steuerfrau (LW4-) | Volksrepublik China Meilan Zeng Huajie Zhang Zhi-Ai Lin Sanmei Liang | 6:51,47 | Australien Brigid Cassells Leeanne Whitehouse Marina Cade Justine Carrol | 6:54,98 | BR Deutschland Christiane Zimmer Claudia Engels Sonja Petri Kathrin Schmack | 6:56,67 |

## Medaillenspiegel
| Platz | Land                   | Gold | Silber | Bronze | Gesamt |
| ----- | ---------------------- | ---- | ------ | ------ | ------ |
| 1     | Italien                | 3    |        | 1      | 4      |
| 2     | BR Deutschland         | 1    | 2      | 2      | 5      |
| 3     | Niederlande            | 1    | 1      | 1      | 3      |
| 4     | Vereinigte Staaten     | 1    | 1      |        | 2      |
| 5     | Volksrepublik China    | 1    |        |        | 1      |
| 6     | Vereinigtes Königreich |      | 1      | 1      | 2      |
| 7     | Australien             |      | 1      |        | 1      |
| 7     | Frankreich             |      | 1      |        | 1      |
| 9     | Dänemark               |      |        | 1      | 1      |
| 9     | Rumänien               |      |        | 1      | 1      |
| Summe | Summe                  | 7    | 7      | 7      | 21     |